# Linia przemiany
|   | a | b | c | d | e | f | g | h |   |
| 8 | a8 – Czarny krzyżyk · b8 – Czarny krzyżyk · c8 – Czarny krzyżyk · d8 – Czarny krzyżyk · e8 – Czarny krzyżyk · f8 – Czarny krzyżyk · g8 – Czarny krzyżyk · h8 – Czarny krzyżyk · a1 – Czarny krzyżyk · b1 – Czarny krzyżyk · c1 – Czarny krzyżyk · d1 – Czarny krzyżyk · e1 – Czarny krzyżyk · f1 – Czarny krzyżyk · g1 – Czarny krzyżyk · h1 – Czarny krzyżyk | a8 – Czarny krzyżyk · b8 – Czarny krzyżyk · c8 – Czarny krzyżyk · d8 – Czarny krzyżyk · e8 – Czarny krzyżyk · f8 – Czarny krzyżyk · g8 – Czarny krzyżyk · h8 – Czarny krzyżyk · a1 – Czarny krzyżyk · b1 – Czarny krzyżyk · c1 – Czarny krzyżyk · d1 – Czarny krzyżyk · e1 – Czarny krzyżyk · f1 – Czarny krzyżyk · g1 – Czarny krzyżyk · h1 – Czarny krzyżyk | a8 – Czarny krzyżyk · b8 – Czarny krzyżyk · c8 – Czarny krzyżyk · d8 – Czarny krzyżyk · e8 – Czarny krzyżyk · f8 – Czarny krzyżyk · g8 – Czarny krzyżyk · h8 – Czarny krzyżyk · a1 – Czarny krzyżyk · b1 – Czarny krzyżyk · c1 – Czarny krzyżyk · d1 – Czarny krzyżyk · e1 – Czarny krzyżyk · f1 – Czarny krzyżyk · g1 – Czarny krzyżyk · h1 – Czarny krzyżyk | a8 – Czarny krzyżyk · b8 – Czarny krzyżyk · c8 – Czarny krzyżyk · d8 – Czarny krzyżyk · e8 – Czarny krzyżyk · f8 – Czarny krzyżyk · g8 – Czarny krzyżyk · h8 – Czarny krzyżyk · a1 – Czarny krzyżyk · b1 – Czarny krzyżyk · c1 – Czarny krzyżyk · d1 – Czarny krzyżyk · e1 – Czarny krzyżyk · f1 – Czarny krzyżyk · g1 – Czarny krzyżyk · h1 – Czarny krzyżyk | a8 – Czarny krzyżyk · b8 – Czarny krzyżyk · c8 – Czarny krzyżyk · d8 – Czarny krzyżyk · e8 – Czarny krzyżyk · f8 – Czarny krzyżyk · g8 – Czarny krzyżyk · h8 – Czarny krzyżyk · a1 – Czarny krzyżyk · b1 – Czarny krzyżyk · c1 – Czarny krzyżyk · d1 – Czarny krzyżyk · e1 – Czarny krzyżyk · f1 – Czarny krzyżyk · g1 – Czarny krzyżyk · h1 – Czarny krzyżyk | a8 – Czarny krzyżyk · b8 – Czarny krzyżyk · c8 – Czarny krzyżyk · d8 – Czarny krzyżyk · e8 – Czarny krzyżyk · f8 – Czarny krzyżyk · g8 – Czarny krzyżyk · h8 – Czarny krzyżyk · a1 – Czarny krzyżyk · b1 – Czarny krzyżyk · c1 – Czarny krzyżyk · d1 – Czarny krzyżyk · e1 – Czarny krzyżyk · f1 – Czarny krzyżyk · g1 – Czarny krzyżyk · h1 – Czarny krzyżyk | a8 – Czarny krzyżyk · b8 – Czarny krzyżyk · c8 – Czarny krzyżyk · d8 – Czarny krzyżyk · e8 – Czarny krzyżyk · f8 – Czarny krzyżyk · g8 – Czarny krzyżyk · h8 – Czarny krzyżyk · a1 – Czarny krzyżyk · b1 – Czarny krzyżyk · c1 – Czarny krzyżyk · d1 – Czarny krzyżyk · e1 – Czarny krzyżyk · f1 – Czarny krzyżyk · g1 – Czarny krzyżyk · h1 – Czarny krzyżyk | a8 – Czarny krzyżyk · b8 – Czarny krzyżyk · c8 – Czarny krzyżyk · d8 – Czarny krzyżyk · e8 – Czarny krzyżyk · f8 – Czarny krzyżyk · g8 – Czarny krzyżyk · h8 – Czarny krzyżyk · a1 – Czarny krzyżyk · b1 – Czarny krzyżyk · c1 – Czarny krzyżyk · d1 – Czarny krzyżyk · e1 – Czarny krzyżyk · f1 – Czarny krzyżyk · g1 – Czarny krzyżyk · h1 – Czarny krzyżyk | 8 |
| 7 | a8 – Czarny krzyżyk · b8 – Czarny krzyżyk · c8 – Czarny krzyżyk · d8 – Czarny krzyżyk · e8 – Czarny krzyżyk · f8 – Czarny krzyżyk · g8 – Czarny krzyżyk · h8 – Czarny krzyżyk · a1 – Czarny krzyżyk · b1 – Czarny krzyżyk · c1 – Czarny krzyżyk · d1 – Czarny krzyżyk · e1 – Czarny krzyżyk · f1 – Czarny krzyżyk · g1 – Czarny krzyżyk · h1 – Czarny krzyżyk | a8 – Czarny krzyżyk · b8 – Czarny krzyżyk · c8 – Czarny krzyżyk · d8 – Czarny krzyżyk · e8 – Czarny krzyżyk · f8 – Czarny krzyżyk · g8 – Czarny krzyżyk · h8 – Czarny krzyżyk · a1 – Czarny krzyżyk · b1 – Czarny krzyżyk · c1 – Czarny krzyżyk · d1 – Czarny krzyżyk · e1 – Czarny krzyżyk · f1 – Czarny krzyżyk · g1 – Czarny krzyżyk · h1 – Czarny krzyżyk | a8 – Czarny krzyżyk · b8 – Czarny krzyżyk · c8 – Czarny krzyżyk · d8 – Czarny krzyżyk · e8 – Czarny krzyżyk · f8 – Czarny krzyżyk · g8 – Czarny krzyżyk · h8 – Czarny krzyżyk · a1 – Czarny krzyżyk · b1 – Czarny krzyżyk · c1 – Czarny krzyżyk · d1 – Czarny krzyżyk · e1 – Czarny krzyżyk · f1 – Czarny krzyżyk · g1 – Czarny krzyżyk · h1 – Czarny krzyżyk | a8 – Czarny krzyżyk · b8 – Czarny krzyżyk · c8 – Czarny krzyżyk · d8 – Czarny krzyżyk · e8 – Czarny krzyżyk · f8 – Czarny krzyżyk · g8 – Czarny krzyżyk · h8 – Czarny krzyżyk · a1 – Czarny krzyżyk · b1 – Czarny krzyżyk · c1 – Czarny krzyżyk · d1 – Czarny krzyżyk · e1 – Czarny krzyżyk · f1 – Czarny krzyżyk · g1 – Czarny krzyżyk · h1 – Czarny krzyżyk | a8 – Czarny krzyżyk · b8 – Czarny krzyżyk · c8 – Czarny krzyżyk · d8 – Czarny krzyżyk · e8 – Czarny krzyżyk · f8 – Czarny krzyżyk · g8 – Czarny krzyżyk · h8 – Czarny krzyżyk · a1 – Czarny krzyżyk · b1 – Czarny krzyżyk · c1 – Czarny krzyżyk · d1 – Czarny krzyżyk · e1 – Czarny krzyżyk · f1 – Czarny krzyżyk · g1 – Czarny krzyżyk · h1 – Czarny krzyżyk | a8 – Czarny krzyżyk · b8 – Czarny krzyżyk · c8 – Czarny krzyżyk · d8 – Czarny krzyżyk · e8 – Czarny krzyżyk · f8 – Czarny krzyżyk · g8 – Czarny krzyżyk · h8 – Czarny krzyżyk · a1 – Czarny krzyżyk · b1 – Czarny krzyżyk · c1 – Czarny krzyżyk · d1 – Czarny krzyżyk · e1 – Czarny krzyżyk · f1 – Czarny krzyżyk · g1 – Czarny krzyżyk · h1 – Czarny krzyżyk | a8 – Czarny krzyżyk · b8 – Czarny krzyżyk · c8 – Czarny krzyżyk · d8 – Czarny krzyżyk · e8 – Czarny krzyżyk · f8 – Czarny krzyżyk · g8 – Czarny krzyżyk · h8 – Czarny krzyżyk · a1 – Czarny krzyżyk · b1 – Czarny krzyżyk · c1 – Czarny krzyżyk · d1 – Czarny krzyżyk · e1 – Czarny krzyżyk · f1 – Czarny krzyżyk · g1 – Czarny krzyżyk · h1 – Czarny krzyżyk | a8 – Czarny krzyżyk · b8 – Czarny krzyżyk · c8 – Czarny krzyżyk · d8 – Czarny krzyżyk · e8 – Czarny krzyżyk · f8 – Czarny krzyżyk · g8 – Czarny krzyżyk · h8 – Czarny krzyżyk · a1 – Czarny krzyżyk · b1 – Czarny krzyżyk · c1 – Czarny krzyżyk · d1 – Czarny krzyżyk · e1 – Czarny krzyżyk · f1 – Czarny krzyżyk · g1 – Czarny krzyżyk · h1 – Czarny krzyżyk | 7 |
| 6 | a8 – Czarny krzyżyk · b8 – Czarny krzyżyk · c8 – Czarny krzyżyk · d8 – Czarny krzyżyk · e8 – Czarny krzyżyk · f8 – Czarny krzyżyk · g8 – Czarny krzyżyk · h8 – Czarny krzyżyk · a1 – Czarny krzyżyk · b1 – Czarny krzyżyk · c1 – Czarny krzyżyk · d1 – Czarny krzyżyk · e1 – Czarny krzyżyk · f1 – Czarny krzyżyk · g1 – Czarny krzyżyk · h1 – Czarny krzyżyk | a8 – Czarny krzyżyk · b8 – Czarny krzyżyk · c8 – Czarny krzyżyk · d8 – Czarny krzyżyk · e8 – Czarny krzyżyk · f8 – Czarny krzyżyk · g8 – Czarny krzyżyk · h8 – Czarny krzyżyk · a1 – Czarny krzyżyk · b1 – Czarny krzyżyk · c1 – Czarny krzyżyk · d1 – Czarny krzyżyk · e1 – Czarny krzyżyk · f1 – Czarny krzyżyk · g1 – Czarny krzyżyk · h1 – Czarny krzyżyk | a8 – Czarny krzyżyk · b8 – Czarny krzyżyk · c8 – Czarny krzyżyk · d8 – Czarny krzyżyk · e8 – Czarny krzyżyk · f8 – Czarny krzyżyk · g8 – Czarny krzyżyk · h8 – Czarny krzyżyk · a1 – Czarny krzyżyk · b1 – Czarny krzyżyk · c1 – Czarny krzyżyk · d1 – Czarny krzyżyk · e1 – Czarny krzyżyk · f1 – Czarny krzyżyk · g1 – Czarny krzyżyk · h1 – Czarny krzyżyk | a8 – Czarny krzyżyk · b8 – Czarny krzyżyk · c8 – Czarny krzyżyk · d8 – Czarny krzyżyk · e8 – Czarny krzyżyk · f8 – Czarny krzyżyk · g8 – Czarny krzyżyk · h8 – Czarny krzyżyk · a1 – Czarny krzyżyk · b1 – Czarny krzyżyk · c1 – Czarny krzyżyk · d1 – Czarny krzyżyk · e1 – Czarny krzyżyk · f1 – Czarny krzyżyk · g1 – Czarny krzyżyk · h1 – Czarny krzyżyk | a8 – Czarny krzyżyk · b8 – Czarny krzyżyk · c8 – Czarny krzyżyk · d8 – Czarny krzyżyk · e8 – Czarny krzyżyk · f8 – Czarny krzyżyk · g8 – Czarny krzyżyk · h8 – Czarny krzyżyk · a1 – Czarny krzyżyk · b1 – Czarny krzyżyk · c1 – Czarny krzyżyk · d1 – Czarny krzyżyk · e1 – Czarny krzyżyk · f1 – Czarny krzyżyk · g1 – Czarny krzyżyk · h1 – Czarny krzyżyk | a8 – Czarny krzyżyk · b8 – Czarny krzyżyk · c8 – Czarny krzyżyk · d8 – Czarny krzyżyk · e8 – Czarny krzyżyk · f8 – Czarny krzyżyk · g8 – Czarny krzyżyk · h8 – Czarny krzyżyk · a1 – Czarny krzyżyk · b1 – Czarny krzyżyk · c1 – Czarny krzyżyk · d1 – Czarny krzyżyk · e1 – Czarny krzyżyk · f1 – Czarny krzyżyk · g1 – Czarny krzyżyk · h1 – Czarny krzyżyk | a8 – Czarny krzyżyk · b8 – Czarny krzyżyk · c8 – Czarny krzyżyk · d8 – Czarny krzyżyk · e8 – Czarny krzyżyk · f8 – Czarny krzyżyk · g8 – Czarny krzyżyk · h8 – Czarny krzyżyk · a1 – Czarny krzyżyk · b1 – Czarny krzyżyk · c1 – Czarny krzyżyk · d1 – Czarny krzyżyk · e1 – Czarny krzyżyk · f1 – Czarny krzyżyk · g1 – Czarny krzyżyk · h1 – Czarny krzyżyk | a8 – Czarny krzyżyk · b8 – Czarny krzyżyk · c8 – Czarny krzyżyk · d8 – Czarny krzyżyk · e8 – Czarny krzyżyk · f8 – Czarny krzyżyk · g8 – Czarny krzyżyk · h8 – Czarny krzyżyk · a1 – Czarny krzyżyk · b1 – Czarny krzyżyk · c1 – Czarny krzyżyk · d1 – Czarny krzyżyk · e1 – Czarny krzyżyk · f1 – Czarny krzyżyk · g1 – Czarny krzyżyk · h1 – Czarny krzyżyk | 6 |
| 5 | a8 – Czarny krzyżyk · b8 – Czarny krzyżyk · c8 – Czarny krzyżyk · d8 – Czarny krzyżyk · e8 – Czarny krzyżyk · f8 – Czarny krzyżyk · g8 – Czarny krzyżyk · h8 – Czarny krzyżyk · a1 – Czarny krzyżyk · b1 – Czarny krzyżyk · c1 – Czarny krzyżyk · d1 – Czarny krzyżyk · e1 – Czarny krzyżyk · f1 – Czarny krzyżyk · g1 – Czarny krzyżyk · h1 – Czarny krzyżyk | a8 – Czarny krzyżyk · b8 – Czarny krzyżyk · c8 – Czarny krzyżyk · d8 – Czarny krzyżyk · e8 – Czarny krzyżyk · f8 – Czarny krzyżyk · g8 – Czarny krzyżyk · h8 – Czarny krzyżyk · a1 – Czarny krzyżyk · b1 – Czarny krzyżyk · c1 – Czarny krzyżyk · d1 – Czarny krzyżyk · e1 – Czarny krzyżyk · f1 – Czarny krzyżyk · g1 – Czarny krzyżyk · h1 – Czarny krzyżyk | a8 – Czarny krzyżyk · b8 – Czarny krzyżyk · c8 – Czarny krzyżyk · d8 – Czarny krzyżyk · e8 – Czarny krzyżyk · f8 – Czarny krzyżyk · g8 – Czarny krzyżyk · h8 – Czarny krzyżyk · a1 – Czarny krzyżyk · b1 – Czarny krzyżyk · c1 – Czarny krzyżyk · d1 – Czarny krzyżyk · e1 – Czarny krzyżyk · f1 – Czarny krzyżyk · g1 – Czarny krzyżyk · h1 – Czarny krzyżyk | a8 – Czarny krzyżyk · b8 – Czarny krzyżyk · c8 – Czarny krzyżyk · d8 – Czarny krzyżyk · e8 – Czarny krzyżyk · f8 – Czarny krzyżyk · g8 – Czarny krzyżyk · h8 – Czarny krzyżyk · a1 – Czarny krzyżyk · b1 – Czarny krzyżyk · c1 – Czarny krzyżyk · d1 – Czarny krzyżyk · e1 – Czarny krzyżyk · f1 – Czarny krzyżyk · g1 – Czarny krzyżyk · h1 – Czarny krzyżyk | a8 – Czarny krzyżyk · b8 – Czarny krzyżyk · c8 – Czarny krzyżyk · d8 – Czarny krzyżyk · e8 – Czarny krzyżyk · f8 – Czarny krzyżyk · g8 – Czarny krzyżyk · h8 – Czarny krzyżyk · a1 – Czarny krzyżyk · b1 – Czarny krzyżyk · c1 – Czarny krzyżyk · d1 – Czarny krzyżyk · e1 – Czarny krzyżyk · f1 – Czarny krzyżyk · g1 – Czarny krzyżyk · h1 – Czarny krzyżyk | a8 – Czarny krzyżyk · b8 – Czarny krzyżyk · c8 – Czarny krzyżyk · d8 – Czarny krzyżyk · e8 – Czarny krzyżyk · f8 – Czarny krzyżyk · g8 – Czarny krzyżyk · h8 – Czarny krzyżyk · a1 – Czarny krzyżyk · b1 – Czarny krzyżyk · c1 – Czarny krzyżyk · d1 – Czarny krzyżyk · e1 – Czarny krzyżyk · f1 – Czarny krzyżyk · g1 – Czarny krzyżyk · h1 – Czarny krzyżyk | a8 – Czarny krzyżyk · b8 – Czarny krzyżyk · c8 – Czarny krzyżyk · d8 – Czarny krzyżyk · e8 – Czarny krzyżyk · f8 – Czarny krzyżyk · g8 – Czarny krzyżyk · h8 – Czarny krzyżyk · a1 – Czarny krzyżyk · b1 – Czarny krzyżyk · c1 – Czarny krzyżyk · d1 – Czarny krzyżyk · e1 – Czarny krzyżyk · f1 – Czarny krzyżyk · g1 – Czarny krzyżyk · h1 – Czarny krzyżyk | a8 – Czarny krzyżyk · b8 – Czarny krzyżyk · c8 – Czarny krzyżyk · d8 – Czarny krzyżyk · e8 – Czarny krzyżyk · f8 – Czarny krzyżyk · g8 – Czarny krzyżyk · h8 – Czarny krzyżyk · a1 – Czarny krzyżyk · b1 – Czarny krzyżyk · c1 – Czarny krzyżyk · d1 – Czarny krzyżyk · e1 – Czarny krzyżyk · f1 – Czarny krzyżyk · g1 – Czarny krzyżyk · h1 – Czarny krzyżyk | 5 |
| 4 | a8 – Czarny krzyżyk · b8 – Czarny krzyżyk · c8 – Czarny krzyżyk · d8 – Czarny krzyżyk · e8 – Czarny krzyżyk · f8 – Czarny krzyżyk · g8 – Czarny krzyżyk · h8 – Czarny krzyżyk · a1 – Czarny krzyżyk · b1 – Czarny krzyżyk · c1 – Czarny krzyżyk · d1 – Czarny krzyżyk · e1 – Czarny krzyżyk · f1 – Czarny krzyżyk · g1 – Czarny krzyżyk · h1 – Czarny krzyżyk | a8 – Czarny krzyżyk · b8 – Czarny krzyżyk · c8 – Czarny krzyżyk · d8 – Czarny krzyżyk · e8 – Czarny krzyżyk · f8 – Czarny krzyżyk · g8 – Czarny krzyżyk · h8 – Czarny krzyżyk · a1 – Czarny krzyżyk · b1 – Czarny krzyżyk · c1 – Czarny krzyżyk · d1 – Czarny krzyżyk · e1 – Czarny krzyżyk · f1 – Czarny krzyżyk · g1 – Czarny krzyżyk · h1 – Czarny krzyżyk | a8 – Czarny krzyżyk · b8 – Czarny krzyżyk · c8 – Czarny krzyżyk · d8 – Czarny krzyżyk · e8 – Czarny krzyżyk · f8 – Czarny krzyżyk · g8 – Czarny krzyżyk · h8 – Czarny krzyżyk · a1 – Czarny krzyżyk · b1 – Czarny krzyżyk · c1 – Czarny krzyżyk · d1 – Czarny krzyżyk · e1 – Czarny krzyżyk · f1 – Czarny krzyżyk · g1 – Czarny krzyżyk · h1 – Czarny krzyżyk | a8 – Czarny krzyżyk · b8 – Czarny krzyżyk · c8 – Czarny krzyżyk · d8 – Czarny krzyżyk · e8 – Czarny krzyżyk · f8 – Czarny krzyżyk · g8 – Czarny krzyżyk · h8 – Czarny krzyżyk · a1 – Czarny krzyżyk · b1 – Czarny krzyżyk · c1 – Czarny krzyżyk · d1 – Czarny krzyżyk · e1 – Czarny krzyżyk · f1 – Czarny krzyżyk · g1 – Czarny krzyżyk · h1 – Czarny krzyżyk | a8 – Czarny krzyżyk · b8 – Czarny krzyżyk · c8 – Czarny krzyżyk · d8 – Czarny krzyżyk · e8 – Czarny krzyżyk · f8 – Czarny krzyżyk · g8 – Czarny krzyżyk · h8 – Czarny krzyżyk · a1 – Czarny krzyżyk · b1 – Czarny krzyżyk · c1 – Czarny krzyżyk · d1 – Czarny krzyżyk · e1 – Czarny krzyżyk · f1 – Czarny krzyżyk · g1 – Czarny krzyżyk · h1 – Czarny krzyżyk | a8 – Czarny krzyżyk · b8 – Czarny krzyżyk · c8 – Czarny krzyżyk · d8 – Czarny krzyżyk · e8 – Czarny krzyżyk · f8 – Czarny krzyżyk · g8 – Czarny krzyżyk · h8 – Czarny krzyżyk · a1 – Czarny krzyżyk · b1 – Czarny krzyżyk · c1 – Czarny krzyżyk · d1 – Czarny krzyżyk · e1 – Czarny krzyżyk · f1 – Czarny krzyżyk · g1 – Czarny krzyżyk · h1 – Czarny krzyżyk | a8 – Czarny krzyżyk · b8 – Czarny krzyżyk · c8 – Czarny krzyżyk · d8 – Czarny krzyżyk · e8 – Czarny krzyżyk · f8 – Czarny krzyżyk · g8 – Czarny krzyżyk · h8 – Czarny krzyżyk · a1 – Czarny krzyżyk · b1 – Czarny krzyżyk · c1 – Czarny krzyżyk · d1 – Czarny krzyżyk · e1 – Czarny krzyżyk · f1 – Czarny krzyżyk · g1 – Czarny krzyżyk · h1 – Czarny krzyżyk | a8 – Czarny krzyżyk · b8 – Czarny krzyżyk · c8 – Czarny krzyżyk · d8 – Czarny krzyżyk · e8 – Czarny krzyżyk · f8 – Czarny krzyżyk · g8 – Czarny krzyżyk · h8 – Czarny krzyżyk · a1 – Czarny krzyżyk · b1 – Czarny krzyżyk · c1 – Czarny krzyżyk · d1 – Czarny krzyżyk · e1 – Czarny krzyżyk · f1 – Czarny krzyżyk · g1 – Czarny krzyżyk · h1 – Czarny krzyżyk | 4 |
| 3 | a8 – Czarny krzyżyk · b8 – Czarny krzyżyk · c8 – Czarny krzyżyk · d8 – Czarny krzyżyk · e8 – Czarny krzyżyk · f8 – Czarny krzyżyk · g8 – Czarny krzyżyk · h8 – Czarny krzyżyk · a1 – Czarny krzyżyk · b1 – Czarny krzyżyk · c1 – Czarny krzyżyk · d1 – Czarny krzyżyk · e1 – Czarny krzyżyk · f1 – Czarny krzyżyk · g1 – Czarny krzyżyk · h1 – Czarny krzyżyk | a8 – Czarny krzyżyk · b8 – Czarny krzyżyk · c8 – Czarny krzyżyk · d8 – Czarny krzyżyk · e8 – Czarny krzyżyk · f8 – Czarny krzyżyk · g8 – Czarny krzyżyk · h8 – Czarny krzyżyk · a1 – Czarny krzyżyk · b1 – Czarny krzyżyk · c1 – Czarny krzyżyk · d1 – Czarny krzyżyk · e1 – Czarny krzyżyk · f1 – Czarny krzyżyk · g1 – Czarny krzyżyk · h1 – Czarny krzyżyk | a8 – Czarny krzyżyk · b8 – Czarny krzyżyk · c8 – Czarny krzyżyk · d8 – Czarny krzyżyk · e8 – Czarny krzyżyk · f8 – Czarny krzyżyk · g8 – Czarny krzyżyk · h8 – Czarny krzyżyk · a1 – Czarny krzyżyk · b1 – Czarny krzyżyk · c1 – Czarny krzyżyk · d1 – Czarny krzyżyk · e1 – Czarny krzyżyk · f1 – Czarny krzyżyk · g1 – Czarny krzyżyk · h1 – Czarny krzyżyk | a8 – Czarny krzyżyk · b8 – Czarny krzyżyk · c8 – Czarny krzyżyk · d8 – Czarny krzyżyk · e8 – Czarny krzyżyk · f8 – Czarny krzyżyk · g8 – Czarny krzyżyk · h8 – Czarny krzyżyk · a1 – Czarny krzyżyk · b1 – Czarny krzyżyk · c1 – Czarny krzyżyk · d1 – Czarny krzyżyk · e1 – Czarny krzyżyk · f1 – Czarny krzyżyk · g1 – Czarny krzyżyk · h1 – Czarny krzyżyk | a8 – Czarny krzyżyk · b8 – Czarny krzyżyk · c8 – Czarny krzyżyk · d8 – Czarny krzyżyk · e8 – Czarny krzyżyk · f8 – Czarny krzyżyk · g8 – Czarny krzyżyk · h8 – Czarny krzyżyk · a1 – Czarny krzyżyk · b1 – Czarny krzyżyk · c1 – Czarny krzyżyk · d1 – Czarny krzyżyk · e1 – Czarny krzyżyk · f1 – Czarny krzyżyk · g1 – Czarny krzyżyk · h1 – Czarny krzyżyk | a8 – Czarny krzyżyk · b8 – Czarny krzyżyk · c8 – Czarny krzyżyk · d8 – Czarny krzyżyk · e8 – Czarny krzyżyk · f8 – Czarny krzyżyk · g8 – Czarny krzyżyk · h8 – Czarny krzyżyk · a1 – Czarny krzyżyk · b1 – Czarny krzyżyk · c1 – Czarny krzyżyk · d1 – Czarny krzyżyk · e1 – Czarny krzyżyk · f1 – Czarny krzyżyk · g1 – Czarny krzyżyk · h1 – Czarny krzyżyk | a8 – Czarny krzyżyk · b8 – Czarny krzyżyk · c8 – Czarny krzyżyk · d8 – Czarny krzyżyk · e8 – Czarny krzyżyk · f8 – Czarny krzyżyk · g8 – Czarny krzyżyk · h8 – Czarny krzyżyk · a1 – Czarny krzyżyk · b1 – Czarny krzyżyk · c1 – Czarny krzyżyk · d1 – Czarny krzyżyk · e1 – Czarny krzyżyk · f1 – Czarny krzyżyk · g1 – Czarny krzyżyk · h1 – Czarny krzyżyk | a8 – Czarny krzyżyk · b8 – Czarny krzyżyk · c8 – Czarny krzyżyk · d8 – Czarny krzyżyk · e8 – Czarny krzyżyk · f8 – Czarny krzyżyk · g8 – Czarny krzyżyk · h8 – Czarny krzyżyk · a1 – Czarny krzyżyk · b1 – Czarny krzyżyk · c1 – Czarny krzyżyk · d1 – Czarny krzyżyk · e1 – Czarny krzyżyk · f1 – Czarny krzyżyk · g1 – Czarny krzyżyk · h1 – Czarny krzyżyk | 3 |
| 2 | a8 – Czarny krzyżyk · b8 – Czarny krzyżyk · c8 – Czarny krzyżyk · d8 – Czarny krzyżyk · e8 – Czarny krzyżyk · f8 – Czarny krzyżyk · g8 – Czarny krzyżyk · h8 – Czarny krzyżyk · a1 – Czarny krzyżyk · b1 – Czarny krzyżyk · c1 – Czarny krzyżyk · d1 – Czarny krzyżyk · e1 – Czarny krzyżyk · f1 – Czarny krzyżyk · g1 – Czarny krzyżyk · h1 – Czarny krzyżyk | a8 – Czarny krzyżyk · b8 – Czarny krzyżyk · c8 – Czarny krzyżyk · d8 – Czarny krzyżyk · e8 – Czarny krzyżyk · f8 – Czarny krzyżyk · g8 – Czarny krzyżyk · h8 – Czarny krzyżyk · a1 – Czarny krzyżyk · b1 – Czarny krzyżyk · c1 – Czarny krzyżyk · d1 – Czarny krzyżyk · e1 – Czarny krzyżyk · f1 – Czarny krzyżyk · g1 – Czarny krzyżyk · h1 – Czarny krzyżyk | a8 – Czarny krzyżyk · b8 – Czarny krzyżyk · c8 – Czarny krzyżyk · d8 – Czarny krzyżyk · e8 – Czarny krzyżyk · f8 – Czarny krzyżyk · g8 – Czarny krzyżyk · h8 – Czarny krzyżyk · a1 – Czarny krzyżyk · b1 – Czarny krzyżyk · c1 – Czarny krzyżyk · d1 – Czarny krzyżyk · e1 – Czarny krzyżyk · f1 – Czarny krzyżyk · g1 – Czarny krzyżyk · h1 – Czarny krzyżyk | a8 – Czarny krzyżyk · b8 – Czarny krzyżyk · c8 – Czarny krzyżyk · d8 – Czarny krzyżyk · e8 – Czarny krzyżyk · f8 – Czarny krzyżyk · g8 – Czarny krzyżyk · h8 – Czarny krzyżyk · a1 – Czarny krzyżyk · b1 – Czarny krzyżyk · c1 – Czarny krzyżyk · d1 – Czarny krzyżyk · e1 – Czarny krzyżyk · f1 – Czarny krzyżyk · g1 – Czarny krzyżyk · h1 – Czarny krzyżyk | a8 – Czarny krzyżyk · b8 – Czarny krzyżyk · c8 – Czarny krzyżyk · d8 – Czarny krzyżyk · e8 – Czarny krzyżyk · f8 – Czarny krzyżyk · g8 – Czarny krzyżyk · h8 – Czarny krzyżyk · a1 – Czarny krzyżyk · b1 – Czarny krzyżyk · c1 – Czarny krzyżyk · d1 – Czarny krzyżyk · e1 – Czarny krzyżyk · f1 – Czarny krzyżyk · g1 – Czarny krzyżyk · h1 – Czarny krzyżyk | a8 – Czarny krzyżyk · b8 – Czarny krzyżyk · c8 – Czarny krzyżyk · d8 – Czarny krzyżyk · e8 – Czarny krzyżyk · f8 – Czarny krzyżyk · g8 – Czarny krzyżyk · h8 – Czarny krzyżyk · a1 – Czarny krzyżyk · b1 – Czarny krzyżyk · c1 – Czarny krzyżyk · d1 – Czarny krzyżyk · e1 – Czarny krzyżyk · f1 – Czarny krzyżyk · g1 – Czarny krzyżyk · h1 – Czarny krzyżyk | a8 – Czarny krzyżyk · b8 – Czarny krzyżyk · c8 – Czarny krzyżyk · d8 – Czarny krzyżyk · e8 – Czarny krzyżyk · f8 – Czarny krzyżyk · g8 – Czarny krzyżyk · h8 – Czarny krzyżyk · a1 – Czarny krzyżyk · b1 – Czarny krzyżyk · c1 – Czarny krzyżyk · d1 – Czarny krzyżyk · e1 – Czarny krzyżyk · f1 – Czarny krzyżyk · g1 – Czarny krzyżyk · h1 – Czarny krzyżyk | a8 – Czarny krzyżyk · b8 – Czarny krzyżyk · c8 – Czarny krzyżyk · d8 – Czarny krzyżyk · e8 – Czarny krzyżyk · f8 – Czarny krzyżyk · g8 – Czarny krzyżyk · h8 – Czarny krzyżyk · a1 – Czarny krzyżyk · b1 – Czarny krzyżyk · c1 – Czarny krzyżyk · d1 – Czarny krzyżyk · e1 – Czarny krzyżyk · f1 – Czarny krzyżyk · g1 – Czarny krzyżyk · h1 – Czarny krzyżyk | 2 |
| 1 | a8 – Czarny krzyżyk · b8 – Czarny krzyżyk · c8 – Czarny krzyżyk · d8 – Czarny krzyżyk · e8 – Czarny krzyżyk · f8 – Czarny krzyżyk · g8 – Czarny krzyżyk · h8 – Czarny krzyżyk · a1 – Czarny krzyżyk · b1 – Czarny krzyżyk · c1 – Czarny krzyżyk · d1 – Czarny krzyżyk · e1 – Czarny krzyżyk · f1 – Czarny krzyżyk · g1 – Czarny krzyżyk · h1 – Czarny krzyżyk | a8 – Czarny krzyżyk · b8 – Czarny krzyżyk · c8 – Czarny krzyżyk · d8 – Czarny krzyżyk · e8 – Czarny krzyżyk · f8 – Czarny krzyżyk · g8 – Czarny krzyżyk · h8 – Czarny krzyżyk · a1 – Czarny krzyżyk · b1 – Czarny krzyżyk · c1 – Czarny krzyżyk · d1 – Czarny krzyżyk · e1 – Czarny krzyżyk · f1 – Czarny krzyżyk · g1 – Czarny krzyżyk · h1 – Czarny krzyżyk | a8 – Czarny krzyżyk · b8 – Czarny krzyżyk · c8 – Czarny krzyżyk · d8 – Czarny krzyżyk · e8 – Czarny krzyżyk · f8 – Czarny krzyżyk · g8 – Czarny krzyżyk · h8 – Czarny krzyżyk · a1 – Czarny krzyżyk · b1 – Czarny krzyżyk · c1 – Czarny krzyżyk · d1 – Czarny krzyżyk · e1 – Czarny krzyżyk · f1 – Czarny krzyżyk · g1 – Czarny krzyżyk · h1 – Czarny krzyżyk | a8 – Czarny krzyżyk · b8 – Czarny krzyżyk · c8 – Czarny krzyżyk · d8 – Czarny krzyżyk · e8 – Czarny krzyżyk · f8 – Czarny krzyżyk · g8 – Czarny krzyżyk · h8 – Czarny krzyżyk · a1 – Czarny krzyżyk · b1 – Czarny krzyżyk · c1 – Czarny krzyżyk · d1 – Czarny krzyżyk · e1 – Czarny krzyżyk · f1 – Czarny krzyżyk · g1 – Czarny krzyżyk · h1 – Czarny krzyżyk | a8 – Czarny krzyżyk · b8 – Czarny krzyżyk · c8 – Czarny krzyżyk · d8 – Czarny krzyżyk · e8 – Czarny krzyżyk · f8 – Czarny krzyżyk · g8 – Czarny krzyżyk · h8 – Czarny krzyżyk · a1 – Czarny krzyżyk · b1 – Czarny krzyżyk · c1 – Czarny krzyżyk · d1 – Czarny krzyżyk · e1 – Czarny krzyżyk · f1 – Czarny krzyżyk · g1 – Czarny krzyżyk · h1 – Czarny krzyżyk | a8 – Czarny krzyżyk · b8 – Czarny krzyżyk · c8 – Czarny krzyżyk · d8 – Czarny krzyżyk · e8 – Czarny krzyżyk · f8 – Czarny krzyżyk · g8 – Czarny krzyżyk · h8 – Czarny krzyżyk · a1 – Czarny krzyżyk · b1 – Czarny krzyżyk · c1 – Czarny krzyżyk · d1 – Czarny krzyżyk · e1 – Czarny krzyżyk · f1 – Czarny krzyżyk · g1 – Czarny krzyżyk · h1 – Czarny krzyżyk | a8 – Czarny krzyżyk · b8 – Czarny krzyżyk · c8 – Czarny krzyżyk · d8 – Czarny krzyżyk · e8 – Czarny krzyżyk · f8 – Czarny krzyżyk · g8 – Czarny krzyżyk · h8 – Czarny krzyżyk · a1 – Czarny krzyżyk · b1 – Czarny krzyżyk · c1 – Czarny krzyżyk · d1 – Czarny krzyżyk · e1 – Czarny krzyżyk · f1 – Czarny krzyżyk · g1 – Czarny krzyżyk · h1 – Czarny krzyżyk | a8 – Czarny krzyżyk · b8 – Czarny krzyżyk · c8 – Czarny krzyżyk · d8 – Czarny krzyżyk · e8 – Czarny krzyżyk · f8 – Czarny krzyżyk · g8 – Czarny krzyżyk · h8 – Czarny krzyżyk · a1 – Czarny krzyżyk · b1 – Czarny krzyżyk · c1 – Czarny krzyżyk · d1 – Czarny krzyżyk · e1 – Czarny krzyżyk · f1 – Czarny krzyżyk · g1 – Czarny krzyżyk · h1 – Czarny krzyżyk | 1 |
|   | a | b | c | d | e | f | g | h |   |

Linia przemiany – w szachach linia pierwsza i ósma. 
Jest to linia, na której piony (na ósmej białe, na pierwszej czarne) zamieniają się na wybraną figurę z wyjątkiem piona i króla. Zazwyczaj jest to hetman, ale również (choć stosunkowo rzadko) mogą to być inne figury (zależnie od sytuacji, zobacz: słaba promocja). Dzięki temu jeden gracz może posiadać maksymalnie:
- 9 hetmanów,
- 10 wież,
- 10 skoczków,
- 10 gońców.

Te przypadki są praktycznie niemożliwe do spełnienia, ale teoretycznie mogą mieć miejsce. Linia przemiany zazwyczaj wykorzystywana jest w końcówce, w której znacznie wzrasta wartość pionów. Dojście piona na linię przemiany nazywamy promocją.